# Портнов, Иван Борисович
Ива́н Бори́сович Портно́в (1905—1966) — начальник Управления НКВД по Читинской области, генерал-майор (1945).

## Биография
Родился в русской семье служащего. Образование получил в 3-классной сельской школе родного села в 1916. На заработках в Нижнем Новгороде с 1916, рассыльный в конторе присяжного поверенного, с ноября 1916 до августа 1918. Работал в хозяйстве отца в Молчаново с сентября до ноября 1918. Делопроизводитель Алексеевского волостного исполкома с ноября 1918 до марта 1922. Делопроизводитель Льговского учкомпрофсожа с апреля 1922 до февраля 1923. Конторщик 6-го участка службы пути на станции Лихая с марта до июля 1923. Счетовод на главном материальном складе Донецкой железной дороги в Луганске с августа 1923 до августа 1924.
В ВКП(б) с июня 1938, кандидат в члены ВКП(б) с декабря 1929, член ВЛКСМ в 1925—1929. Сотрудник ОДТО ГПУ на станции Луганск с сентября 1924 до декабря 1926. Сотрудник ОДТО ГПУ на станции Дебальцево с января 1927 до апреля 1934. Сотрудник ТО УГБ Артёмовского городского отдела ГПУ—НКВД с мая 1934 до мая 1937. Сотрудник ГУГБ НКВД СССР с апреля 1937 до 4 сентября 1939. Сотрудник ДТО НКВД Северо-Кавказской железной дороги, станции Артёмовск с мая до июня 1937. Следователь следственной части Главного экономического управления (ГЭУ) НКВД СССР с 4 апреля до 19 сентября 1939. Старший следователь следственной части ГЭУ НКВД СССР с 19 сентября 1939 до 2 ноября 1939. Начальник УНКВД/УНКГБ/УМВД Читинской области со 2 ноября 1939 до 21 марта 1949. Начальник УМВД Ивановской области с 21 марта 1949 до 26 августа 1956.
Уволен из МВД 26 августа 1956 по фактам «дискредитации высокого звания начсостава». Лишён звания генерал-майора 27 августа 1956 постановлением СМ СССР № 1204-617 «как дискредитировавший себя за время работы в органах... и недостойный в связи с этим высокого звания генерала». Не работал в Иваново с сентября 1956 до марта 1957. Помощник начальника штаба МПВО меланжевого комбината в Иваново с марта до июня 1957. Начальник 1-го отдела Ивановского областного СНХ с июня 1957 (упоминался в январе 1963).

## Звания
- старший лейтенант государственной безопасности, 11.04.1939;
- капитан государственной безопасности, 02.11.1939;
- майор государственной безопасности, 17.10.1942;
- комиссар государственной безопасности, 14.02.1943;
- генерал-майор, 09.07.1945.

## Награды
- орден Красной Звезды, 26.04.1940;
- орден Красного Знамени, 20.09.1943;
- орден Красного Знамени, 03.11.1944;
- орден Ленина;
- орден Красного Знамени;
- 4 медали.